# 456
Cette page concerne l'année 456  du calendrier julien. Pour l'année 456 av. J.-C., voir 456 av. J.-C. Pour le nombre 456, voir 456 (nombre).
L'année 456 est une année bissextile qui commence un dimanche.

## Événements

### Asie
- Janvier : importantes réparations du barrage de Ma'rib au Yémen attestées par une inscription[1].
- Les Tuoba (T'o-pa) de la dynastie des Wei du Nord occupent l’oasis de Hami[2].
- Massacre des moines monophysites de Nablus par les Samaritains, à l’instigation du patriarche de Jérusalem[3].

### Europe
- Printemps-été[4] : le maître de la milice Ricimer détruit une flotte vandale sur les côtes de Corse et une armée vandale près d’Agrigente, en Sicile[5].
- Été-automne : les Ostrogoths de Valamer s’établissent en Pannonie, sur le Danube inférieur. Pendant l’hiver 456-457, les Huns de Dengitzic et d’Ernac, qui les considèrent comme des déserteurs, les attaquent. Valamer les repousse au-delà du Dniepr[6].
- 5 octobre : bataille de la rivière Órbigo. Le puissant roi suève Rechiarus est défait et blessé près d'Astorga par les Wisigoths de Théodoric II qui commencent à avoir la haute main sur l'Espagne[7]. Ils ne laissent à l’Empire que le littoral méditerranéen. Les Suèves ne conservent plus que la Galice. Le royaume suève est divisé entre Agiulf et Framta[5]. Le roi Burgonde Gondioc et son fils Chilpéric II prennent part à l'expédition comme alliés des Wisigoths[8].
- 17 octobre : Avitus est défait à la bataille de Placentia (Plaisance), en Italie du Nord et obligé d'abdiquer par le général rebelle Ricimer, un barbare arien de la tribu des Suèves. Il devient évêque et meurt peu après. L’empire reste vacant pendant 18 mois[5].

- Raids des Hérules sur les côtes de Galice et de Cantabrie  en Espagne, dans le royaume wisigoth[9].

## Naissances en 456
- Médard, évêque de Noyon et de Tournai.

## Décès en 456
- 3 février: Sihyaj Chan Kʼawiil II, roi de la cité Maya de Tikal[10].
- 17 septembre : Remistus, général de l'Empire romain d'Occident.